# Gladiolus saccatus
Gladiolus saccatus är en irisväxtart som först beskrevs av Friedrich Wilhelm Klatt, och fick sitt nu gällande namn av Peter Goldblatt och M.P.de Vos. Gladiolus saccatus ingår i släktet sabelliljor, och familjen irisväxter. Inga underarter finns listade i Catalogue of Life.